# Вепшець (Малопольське воєводство)
Вепшець (пол. Wieprzec) — село в Польщі, у гміні Макув-Подгалянський Суського повіту Малопольського воєводства.
Населення — 410 осіб (2011).

## Історія
У 1975-1998 роках село належало до Бельського воєводства, підпорядковувалося районній адміністрації у Вадовицях.

## Демографія
Демографічна структура станом на 31 березня 2011 року:
|          | Загалом | Допрацездатний вік | Працездатний вік | Постпрацездатний вік |
| -------- | ------- | ------------------ | ---------------- | -------------------- |
| Чоловіки | 205     | 46                 | 126              | 33                   |
| Жінки    | 205     | 47                 | 109              | 49                   |
| Разом    | 410     | 93                 | 235              | 82                   |